# Santa Eulària des Riu
Santa Eulària des Riu (spagnolo: Santa Eulalia del Río) è un comune spagnolo di 31 314 abitanti situato nella comunità autonoma delle Baleari, situato sull'isola di Ibiza. La città è situata sulla strada PM 810, Santa Eulària è la terza più grande città dell'isola ed è affacciata sul solo fiume presente sull'isola, che sfocia direttamente nel mare ad ovest della città.

## Geografia fisica

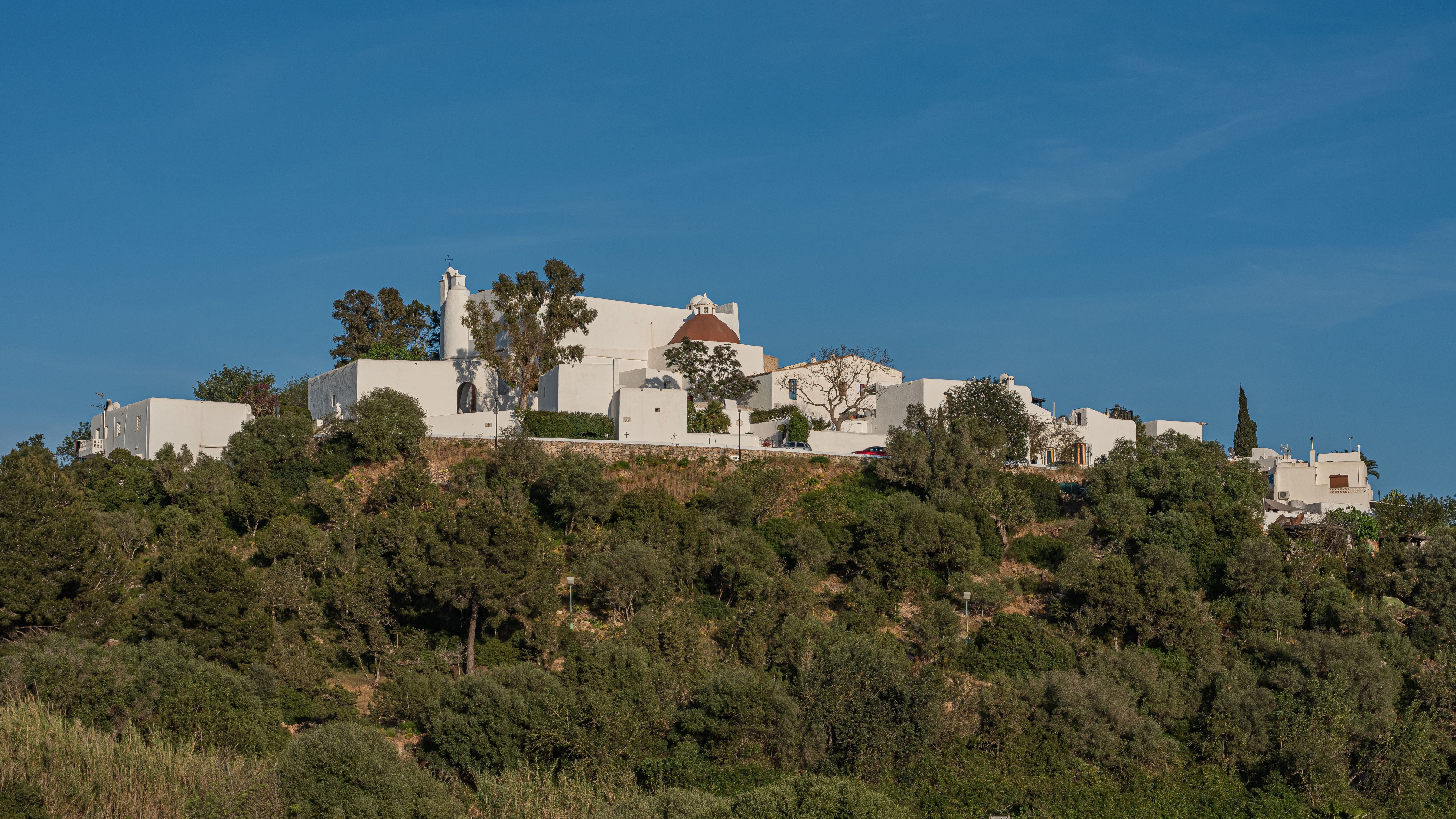
Puig de Missa.

La città è a 15 km a nord-est della Città di Ibiza e a 21,9 km dall'Aeroporto di Ibiza. La cittadina si trova accanto ad un'ampia baia con il promontorio di Punta Arabì all'estremità orientale della baia. All'estremità orientale della baia sorge il porto di Port Esportiu con spiagge, ristoranti, negozi e bar.
All'estremità occidentale della baia sorge la collina della Puig d'en Fita, che domina il paesaggio.
inoltre, caratterizzata da vari paesaggi circostanti e animali selvatici

## La cittadina
Al centro della città sulla Plaça d'Espanya sorge il l'Ajuntament (Municipio), che ad oggi è uno degli ultimi edifici storici della città; l'edificio attuale, che è stato ristrutturato, risale al 1795 e riflette l'architettura tipica del periodo sull'isola.
Di fronte all'Ajuntament vi è una piccola piazza con una fontana dotata di una cornice in pietra che si affaccia sulla trafficata via principale di Carrer San Jaume.
Dietro la fontana si trova un monumento in pietra, eretto dalla città di Palma di Maiorca per ringraziare e onorare i pescatori locali che, Il 17 gennaio 1913 soccorsero un battello a vapore proveniente da Maiorca, che si era arenata su una scogliera nei pressi della insenatura rocciosa di Redona a Punta Arabì.
All'estremità meridionale di Passeig de s'Alamera si trova il porto di Santa Eulalia, con vista sulla baia.

### La Chiesa di Santa Eulària
Nella parte ovest del centro cittadino si trova la collina chiamata ‘Puig de Missa’. La collina è alta solamente 52m sul livello del mare e la sua sommità e dominata dalla Iglésia de Puig de Missa. La chiesa è dedicata a Saint Eulalia. Il cammino verso la chiesa si snoda come una spirale attorno al lato della collina prima di arrivare nel giardino dietro la chiesa.
La chiesa si pensa sia stata costruita nel 1568, anche se precedentemente c'è una registrazione di una cappella dedicata alla santa nel 1302. Nonostante il grande vantaggio naturale della costruzione di una chiesa sulla cima della collina, la piccola comunità di Santa Eulària, impiegò le abilità militari del designer Giovanni Calvi per fortificare la chiesa che si vede oggigiorno. Fu proprio lui a costruire i bastioni circolari tipici delle isole e molte torri di guardia attorno ai bastioni della chiesa.
Il portico della chiesa, aggiunto nel XVIII secolo è più largo della maggioranza di quelli presenti sull'isola e si differenzia dalla maggior parte degli edifici religiosi. Sono presenti molti pilastri e archi rotondi e per questo è stata comparata allo stile architettonico Moro. Probabilmente il portico è la parte più nuova della chiesa, nella parte occidentale c'è una piccola cappella con una cupola ricoperta di pietra. Questa cappella è stata aggiunta alla Chiesa originale, il suo interno è quadrato ed è presente una lanterna che sovrasta la luce proveniente dalle vetrate.

### Mercati hippy
Ci sono due mercati che attraggono moltissimi turisti e locali: Punta Arabi, situato a Es Canar e si tiene ogni mercoledì da aprile a ottobre, Las Dalias, vicino alla Sant Carles, si svolge ogni sabato nel corso di tutto l'anno. Las Dalias offre anche un mercato notturno dal lunedì al giovedì, da giugno a settembre.

## Galleria d'immagini

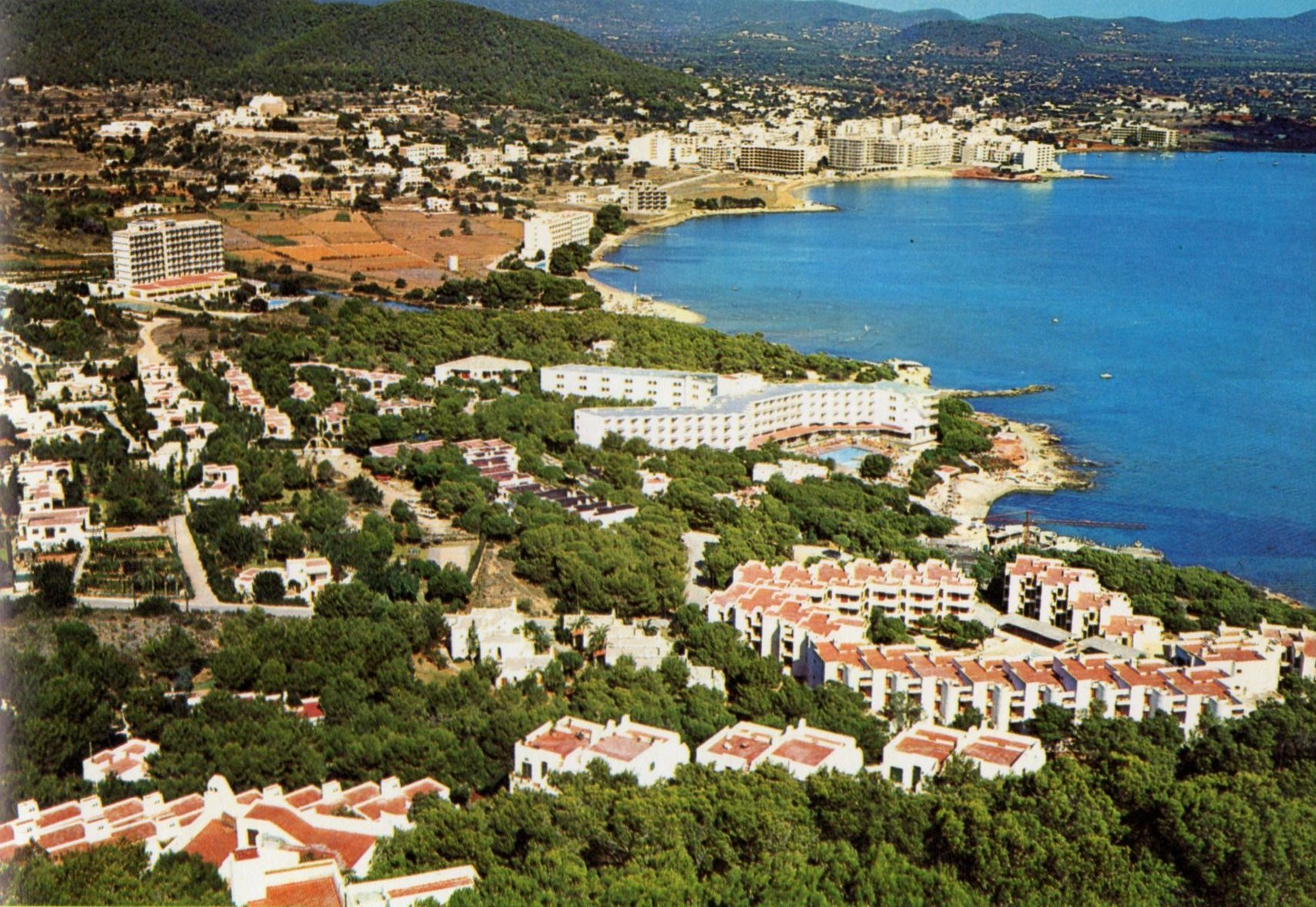
Panorama di Santa Eulària des Riu nel 1969
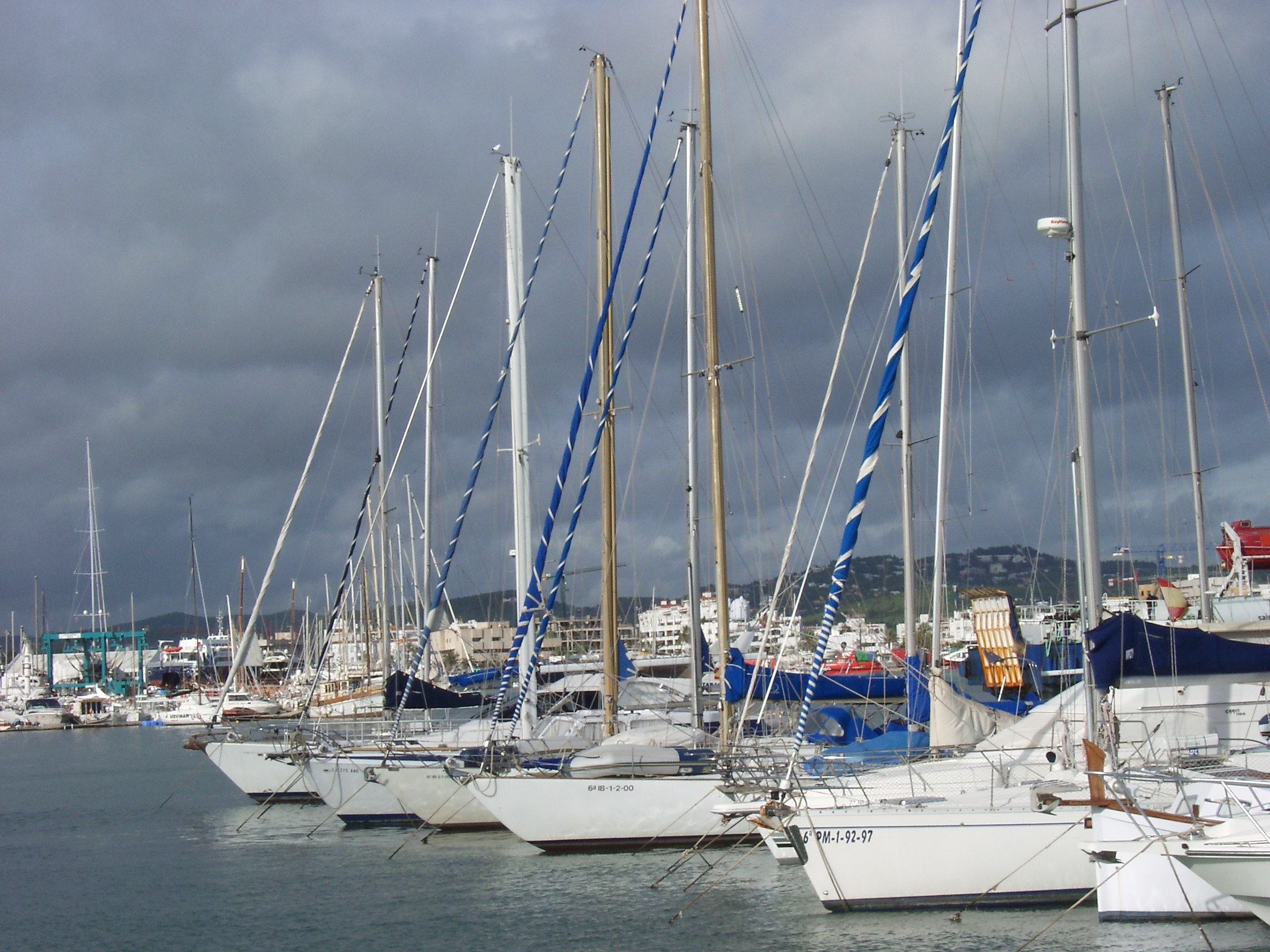
Il porto turistico
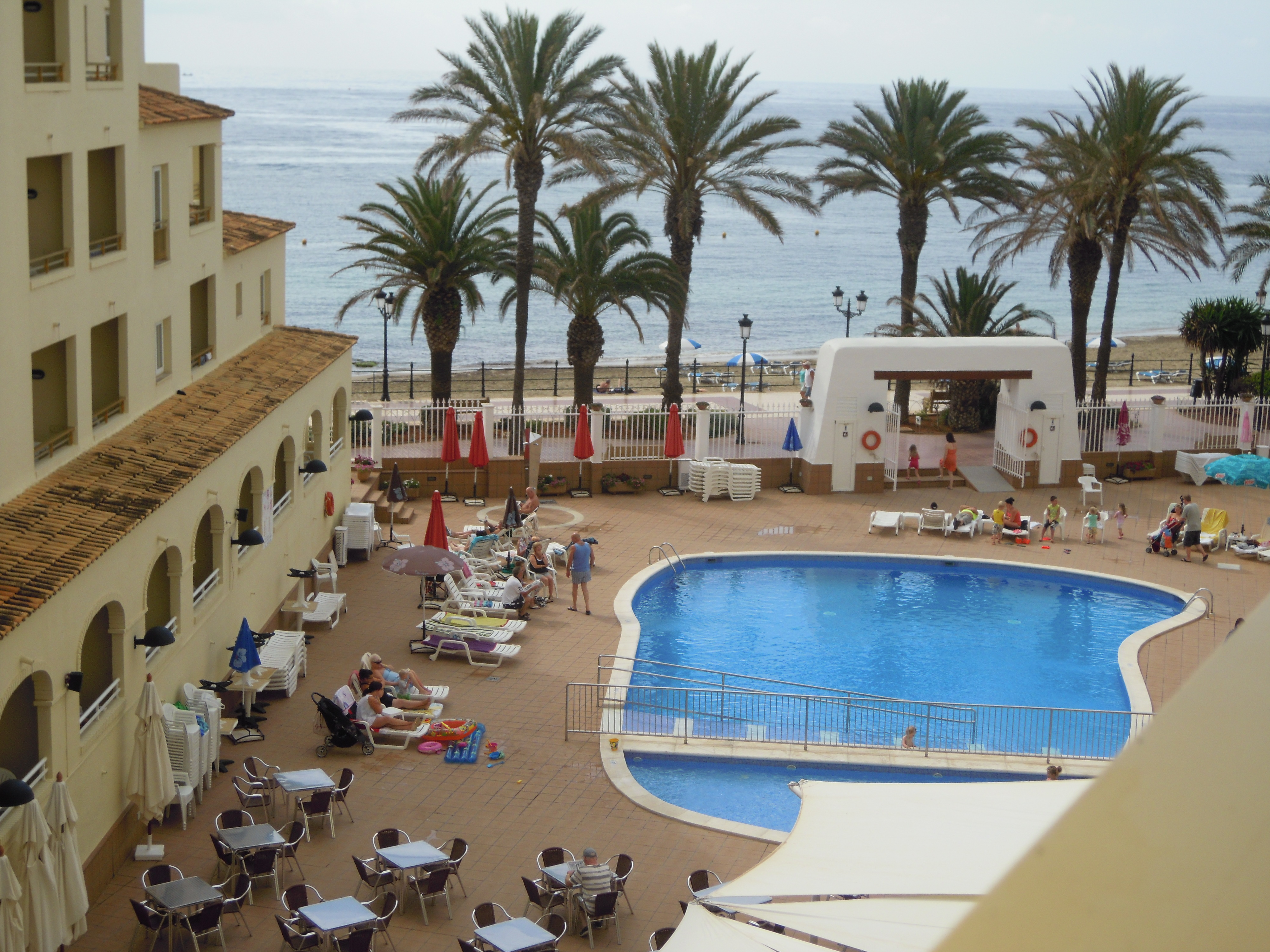
Resort
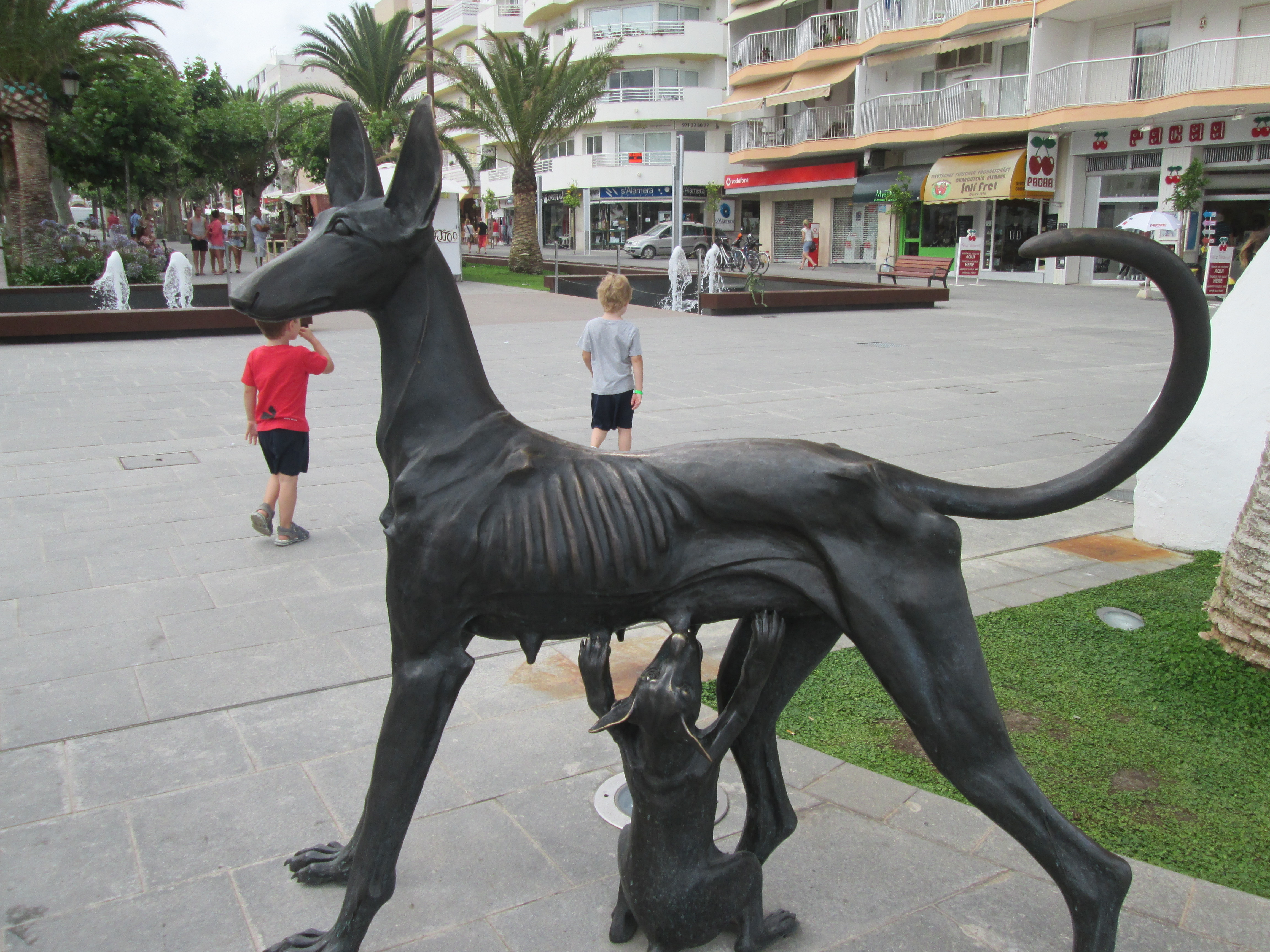
Una delle statue dedicate al Podenco ibicenco
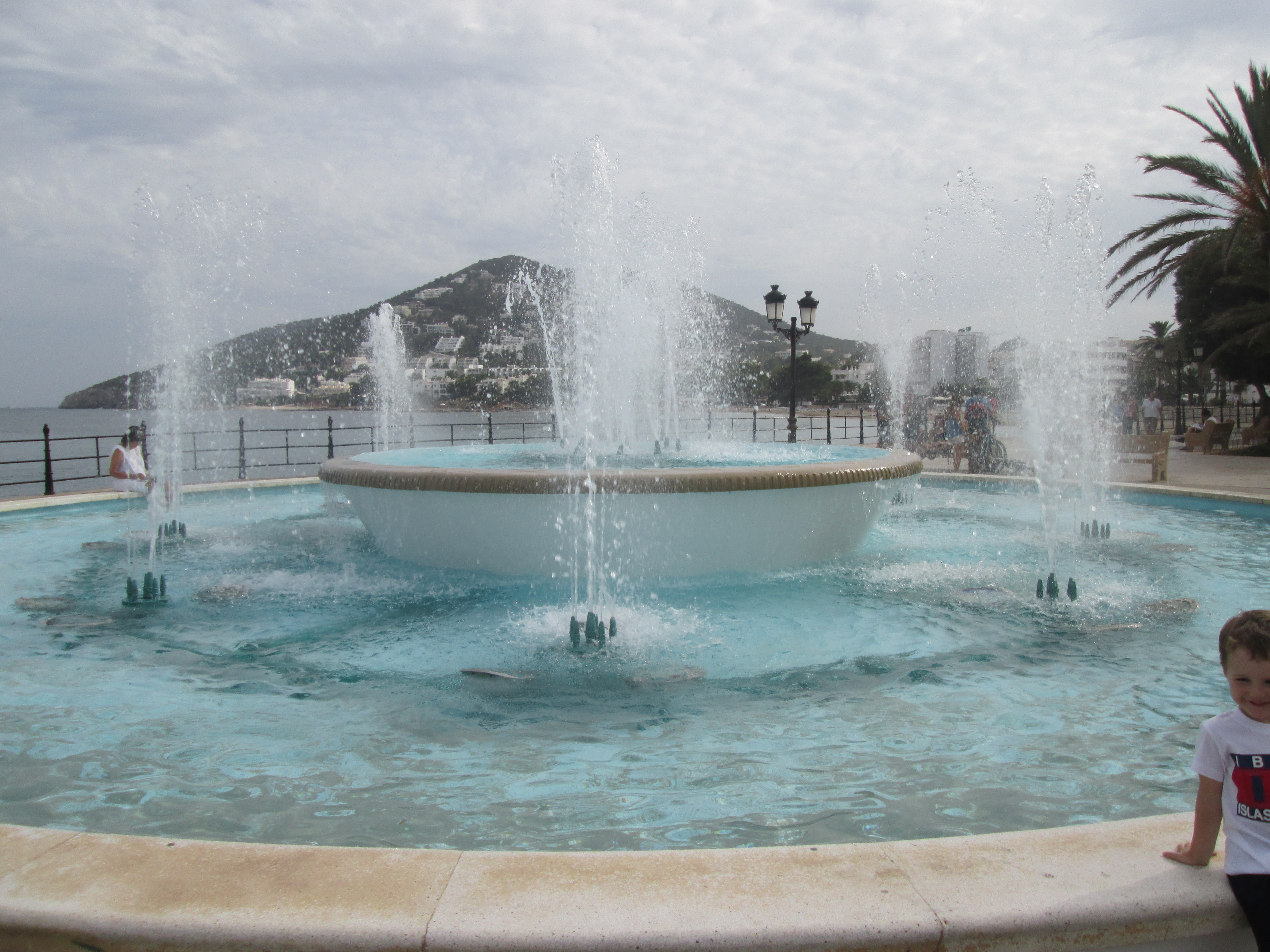
La fontana sul lungomare
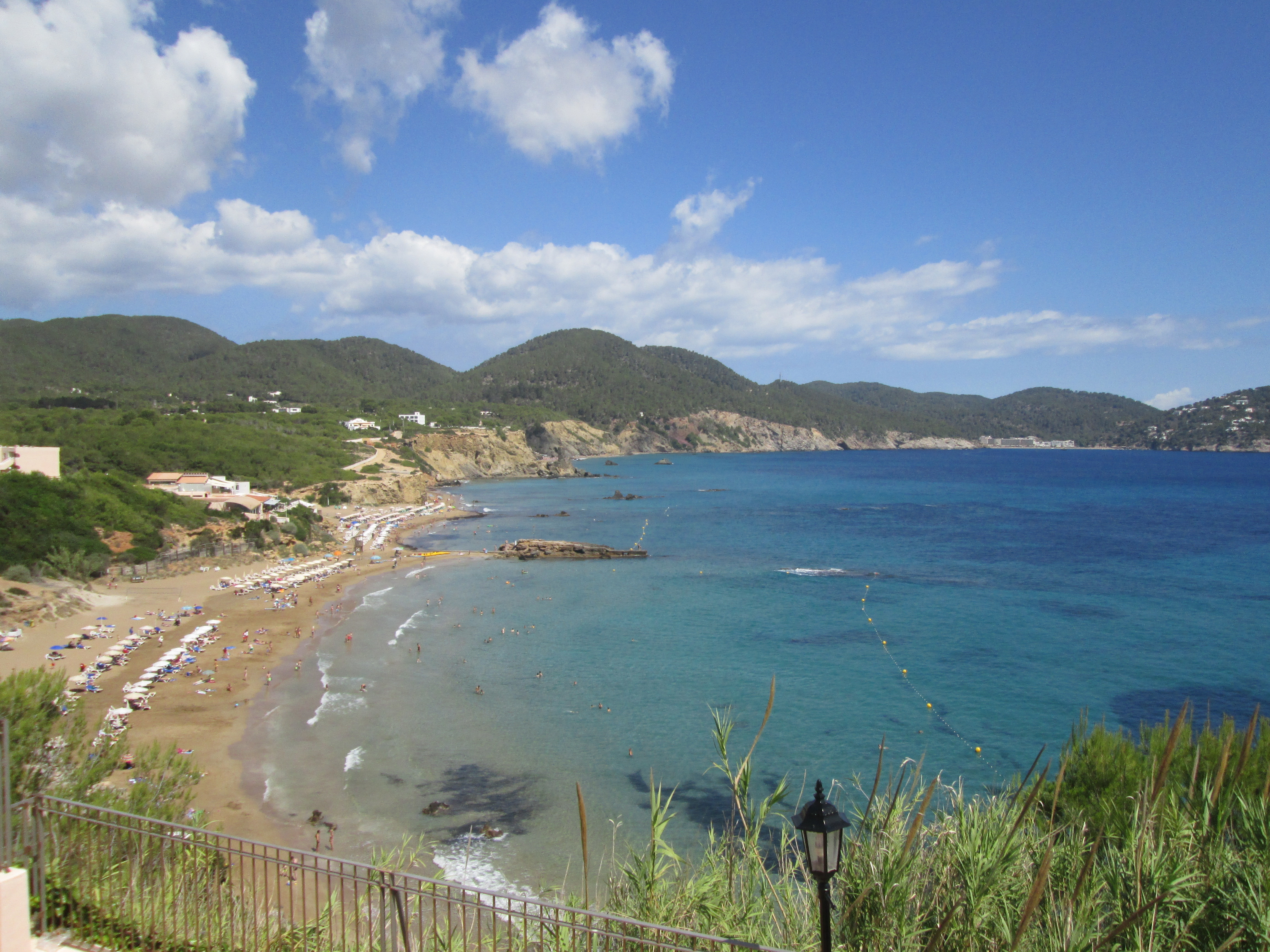
Le spiagge di Es Figueral e S'Aigua Blanca
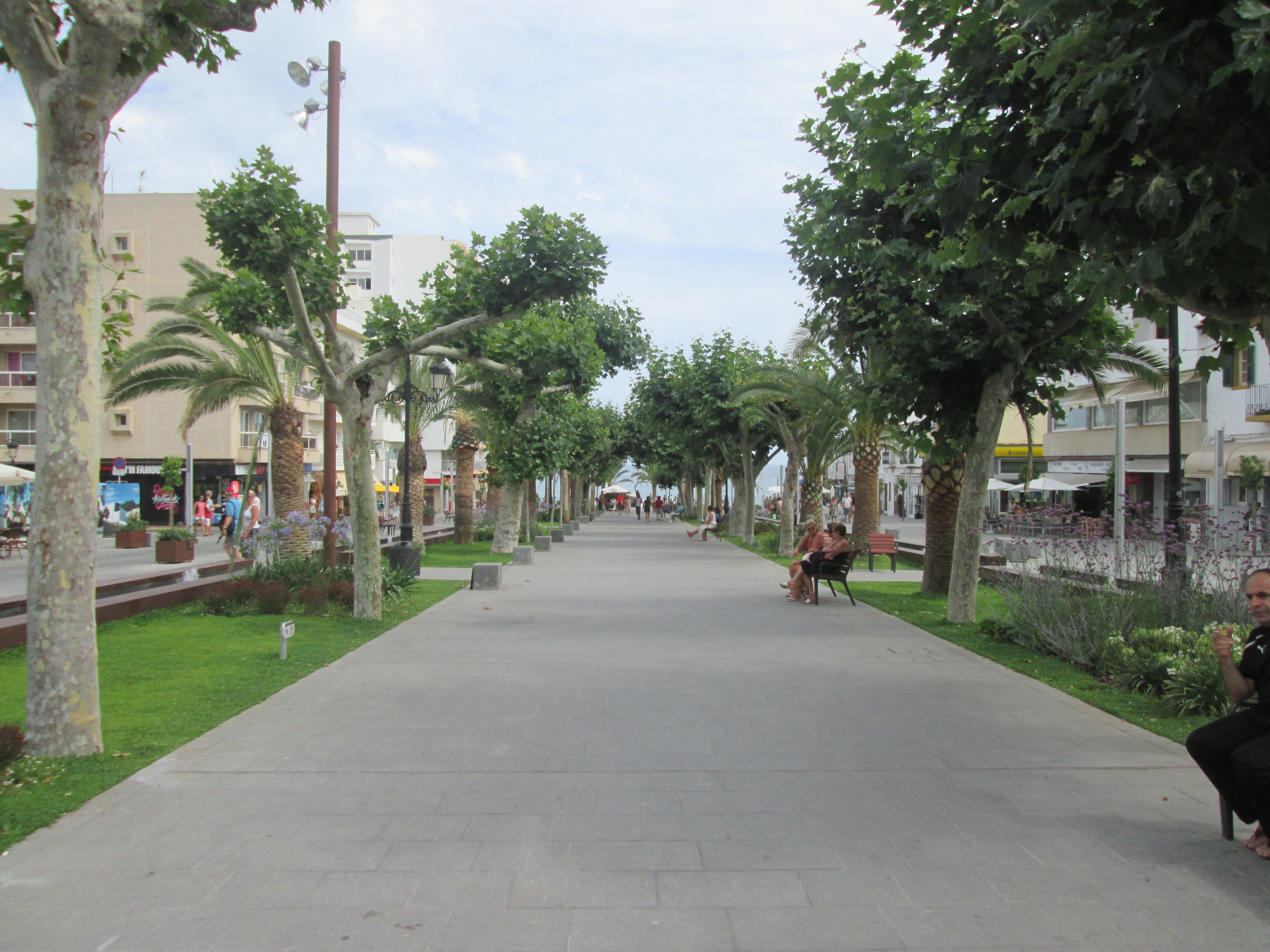
La passeggiata S'Alamera nel Centro Storico